# Else Reuß

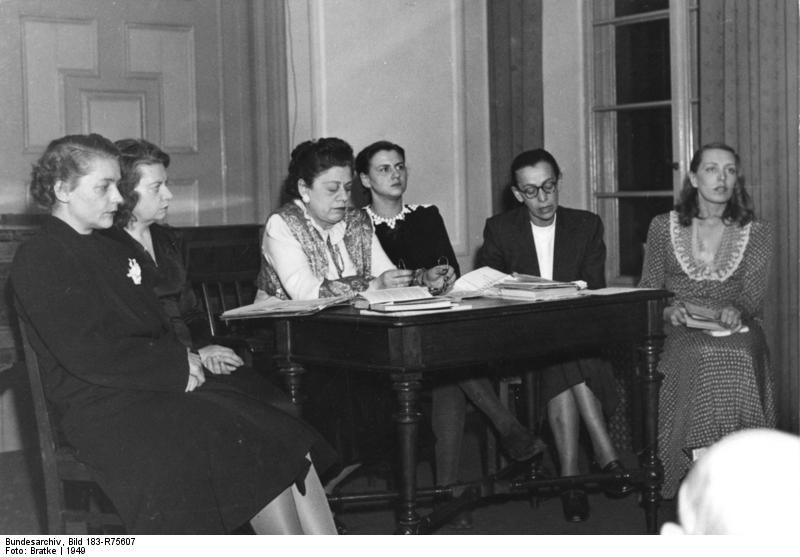
Von links nach rechts: Inge von Wangenheim, Mary Schneider-Braillard, Annemarie Hasse, Angelika Hurwicz, Helene Weigel und Else Reuß (1949)

Else Reuß, auch als Else Reuss geführt, (* 20. April 1916 in Danzig, Deutsches Reich; † 1996) war eine deutsche Bühnen- und Filmschauspielerin.

## Leben und Wirken
Else Reuß erhielt ihre künstlerische Ausbildung 1936 in ihrer Heimatstadt Danzig und gab dort im selben Jahr auch ihr Bühnendebüt mit dem Annchen in Max Halbes Drama Jugend. Sie blieb im Rollenfach der Sentimentalen am dortigen Stadttheater bis 1937 und folgte anschließend für zwei Spielzeiten (bis 1939) einem Ruf an das Königsberger Schauspielhaus, wo sie überdies das Fach der jugendlichen Heldin belegte. In den Jahren 1939 bis 1941 wirkte Else Reuß am Stadttheater Dortmund. Anschließend traf sie in der Reichshauptstadt ein und spielte am Kleinen Theater Berlin. Die verbleibenden Weltkriegsjahre gehörte sie mehreren Gastspieldirektionen an und ging mit ihnen auf Wehrmachtsbetreuungstourneen. In jungen Jahren sah man Else Reuß unter anderem als Brunhilde in Hebbels Nibelungen (1938) und als Luise in Schillers Kabale und Liebe (1940).
Ihre Nachkriegskarriere startete die Künstlerin 1946 am Deutschen Theater und blieb an dieser bedeutenden Spielstätte bis 1951. Danach sah man sie für eine Spielzeit an der Tribüne, ehe sie 1953 einem Angebot des Theaterleiters Boleslaw Barlog an das von ihm geleitete Berliner Schillertheater folgte. Dieser im Westen der Stadt gelegenen Spielstätte blieb Else Reuß den Rest ihrer aktiven Zeit jahrzehntelang verbunden. Ihre wichtigsten frühen Rollen dort waren die Olga in Franz Kafkas Das Schloss und die Marja Bolkonskaja in Leo Tolstois Krieg und Frieden. Etwa zur selben Zeit trat Else Reuß auch sporadisch vor Filmkameras, doch überstiegen ihre dort gespielten Rollen kaum Chargengröße. Nebenbei fand sie auch noch Zeit für eine rege Synchrontätigkeit und trat auch in Radiosendungen (für Radio Bremen, RIAS und SFB) auf.
Else Reuß war mit dem Berufskollegen Albert Bessler verheiratet, mit dem sie zwei Kinder hatte.

## Filmografie
- 1949: Die Buntkarierten
- 1956: Das Bad auf der Tenne
- 1958: Der eiserne Gustav
- 1959: Strafbataillon 999
- 1963: Kater Lampe (Fernsehfilm)

## Hörspiele
- 1955: Marie Luise Kaschnitz: Die Kinder der Elisa Rocca – Regie: Hanns Korngiebel
- 1955: Fred von Hoerschelmann: Timbuktu – Regie: Hanns Korngiebel
- 1961: Gertrud Schild: Mensch ohne Namen. Ein Erlebnisbericht (Dokumentarhörspiel) – Regie: Hanns Korngiebel
- 1961: Max Frisch: Graf Oederland – Regie: Hans Lietzau